# Predmost 3
Predmost 3 è il fossile di un cranio di un ominide della specie Homo sapiens scoperto a Predmosti in Repubblica Ceca nel 1982 .

## Descrizione
L'originale del cranio, dalla capacità di 1580 cc, fu distrutto nel 1945 durante la Seconda Guerra Mondiale quando le truppe tedesche in ritirata appiccarono il fuoco al castello di Mikulov dove erano conservati i resti.